# القادسية (الكويت)
القادسية، منطقة من مناطق محافظة العاصمة في الكويت. سميت بهذا الاسم نسبة إلى معركة القادسية.